# Visions norvégiennes pour orchestre
Visions norvégiennes pour orchestre (Frans voor Noorse visioenen voor orkest), ook wel Norske utsyn, orkesterfantasi getiteld, is een compositie van Johan Kvandal. Het is gelegenheidsmuziek geschreven voor de festiviteiten rond het 125-jarig bestaan van de stad  Gjøvik, dat in 1861 als stad werd erkend en ook een eigen gemeente werd. De festiviteiten werden onder meer gevierd met een uitvoering van dit werk door het plaatselijk orkest (Gjøvik byorkester)  onder leiding van Rolf Bækkelund op 5 januari 1986. Daarvan zijn geen opnamen beschikbaar. Echter er is wel een opname in het bezit van de Noorse muziekcentrale, die opname is gemaakt door Sverre Bruland met het Noors Radiosymfonieorkest (datum onbekend).   
Van het werk is vooralsnog geen commerciële opname bekend in 2013.
Kvandal schreef het voor:
- 2 dwarsfluiten (II ook piccolo), 2 hobo’s,  2 klarinetten, 2 fagotten
- 4 hoorns, 3 trompetten, 3 trombones, 0 tuba
- pauken,  percussie
- violen, altviolen, celli, contrabassen